# Anastasios Latifllari
Anastasios „Tasos“ Latifllari (griechisch Αναστάσιος „Τάσος“ Λατιφλλάρι; * 8. August 1996) ist ein griechischer Leichtathlet, der sich auf das Kugelstoßen spezialisiert hat.

## Sportliche Laufbahn
Erste internationale Erfahrungen sammelte Anastasios Latifllari im Jahr 2017, als er bei den U23-Europameisterschaften in Bydgoszcz mit einer Weite von 17,52 m in der Qualifikationsrunde ausschied. Im Jahr darauf gewann er bei den U23-Mittelmeer-Meisterschaften in Jesolo mit 18,90 m die Bronzemedaille hinter den Italienern Leonardo Fabbri und Sebastiano Bianchetti und anschließend gelangte er bei den Mittelmeerspielen in Tarragona mit 18,84 m auf Rang neun. 2020 belegte er bei den Balkan-Hallenmeisterschaften in Istanbul mit 18,39 m den achten Platz und 2022 wurde er bei den Balkan-Meisterschaften in Craiova mit 19,21 m Fünfter, ehe er bei den Mittelmeerspielen in Oran mit 19,36 m auf Platz acht landete. Anschließend startete er bei den Weltmeisterschaften in Eugene und verpasste dort mit 18,98 m den Finaleinzug. Im Jahr darauf belegte er bei den Balkan-Meisterschaften in Kraljevo mit 18,98 m den fünften Platz und 2024 wurde er bei den Balkan-Meisterschaften in Izmir mit 16,30 m 14 und kurz darauf verpasste er bei den Europameisterschaften in Rom mit 16,83 m den Finaleinzug. Auch bei den Halleneuropameisterschaften in Apeldoorn schied er ohne einen gültigen Versuch in der Vorrunde aus.
In den Jahren 2016 und 2022 wurde Latifllari griechischer Meister im Kugelstoßen im Freien sowie 2020, 2023 und 2025 in der Halle.